# Grønnegårds Teatret
Grønnegårds Teatret er et udendørs teater i København, der blev grundlagt i 1982.
Hvert år præsenterer teatret en ny forestilling i Odd Fellow Palæets have, hvor publikum i sommermånederne kan opleve klassiske teaterstykker under åben himmel.
Teatret blev etableret af Christian Steffensen, Søren Sætter-Lassen og Lars Liebst, der var uddannet fra Skuespillerskolen ved Odense Teater. 
På skolen havde de opført Holbergs komedie Henrik og Pernille. De fik lyst til at gentage succesen og gjorde det i Kunstindustrimuseets have, som teatret har navn efter. Lars Liebst var teatrets direktør til 1996, hvor han efterfulgtes af Klaus Bondam. Siden 2003 har Steen Stig Lommer været teatrets chef.
Fra 2001 har Grønnegårds Teatret været af de små storbyteatre i Københavns Kommune, men det støttes også af en række virksomheder og fonde. Teatret er kendt for sine sommerforestillinger, der til 1993 udelukkende var Holberg-opsætninger. Siden har teatret opført Shakespeare, Molière og Marivaux samt nyere stykker som Nikoline Werdelins Natmandens datter fra 2006, teatrets største publikumssucces til dato. Teatret opførte 1987-1993 også produktioner i Ridehuset på Christiansborg, bl.a. Svend Åge Madsens Dødens Teater (1987). I 1994 og 1995 spillede det juleforestillinger af Charles Dickens i Tivolis Glassal. I 2007 opsatte teatret Holberg-klassikeren Erasmus Montanus. I foråret 2011 opførtes Ludvig på Teatermuseet i Hofteatret.
Teatret drives som en fond. Bestyrelsen består af Connie Hedegaard (formand), Jens Gehl (næstformand), Anne-Lise Basse, Lotte Toftemark, Geert Bjørn Hansen, Jan Holm Møller og Frederik Wiedemann.